# Epirrhoe stenotaenia
Epirrhoe stenotaenia är en fjärilsart som beskrevs av Karl Schawerda 1926. Epirrhoe stenotaenia ingår i släktet Epirrhoe och familjen mätare. Inga underarter finns listade i Catalogue of Life.